# Паттани (царство)
Королевство Паттани — было частью древнего королевства Шривиджайя. Тогда покрывало приблизительно область современных тайских областей Паттани, Яла, Наратхиват и большую часть северной части современной Малайзии. Король Патани, как полагают, был приобщён к исламу в 11-м столетии.
Как многие из маленьких королевств в Юго-восточно азиатской истории, Паттани прекратило своё существование со времени падения старшего государства, в данном случае — Шривиджайи. Большинство из них (королевств) не имело собственного письменного языка, обладало только короткими периодами реальной независимости и давным-давно исчезли.
Королевство Паттани стало султанатом.